# Параскевопулос (лунный кратер)
Кратер Параскевопулос (лат. Paraskevopoulos) — большой древний ударный кратер в северном полушарии обратной стороны Луны. Название присвоено в честь греческого и южноафриканского астронома Иоанниса Параскевопулоса (1889—1951) и утверждено Международным астрономическим союзом в 1970 г. Образование кратера относится к донектарскому периоду.

## Описание кратера
Ближайшими соседями кратера являются кратер Роуланд на северо-западе; кратер Карно на северо-востоке; кратер Эно-Пельтри на востоке-юго-востоке; кратер Фаулер на юге-юго-востоке; кратер Столетов на юго-западе и кратер Монгольфье на западе-юго-западе. Селенографические координаты центра кратера 50°05′ с. ш. 150°20′ з. д. / 50,09° с. ш. 150,34° з. д., диаметр 98,9 км, глубина 2,8 км.
Кратер Параскевопулос имеет близкую к циркулярной форму и значительно разрушен, его юго-восточная часть перекрыта сателлитным кратером Параскевопулос H. Вал сглажен, в северной части почти сравнялся с окружающей местностью, западная и южная часть вала отмечены группами небольших кратеров. Внутренний склон неравномерный по ширине, особенно широкий в северной и южной части. Высота вала над окружающей местностью достигает 1450 м, объем кратера составляет приблизительно 8600 км³.  Дно чаши пересеченное, за исключением сравнительно ровной области в западной части. В северо-восточной части чаши находится приметный крупный кратер с острой кромкой вала и внутренним склоном с высоким альбедо, к юго-западной части этого кратера примыкает небольшой округлый центральный пик.

## Сателлитные кратеры
| Параскевопулос | Координаты                                              | Диаметр, км |
| -------------- | ------------------------------------------------------- | ----------- |
| E              | 50°17′ с. ш. 149°44′ з. д. / 50,28° с. ш. 149,73° з. д. | 26,0        |
| H              | 49°28′ с. ш. 147°36′ з. д. / 49,47° с. ш. 147,6° з. д.  | 54,5        |
| N              | 46°56′ с. ш. 151°08′ з. д. / 46,93° с. ш. 151,14° з. д. | 23,8        |
| Q              | 48°11′ с. ш. 152°30′ з. д. / 48,19° с. ш. 152,5° з. д.  | 34,4        |
| R              | 48°17′ с. ш. 155°14′ з. д. / 48,28° с. ш. 155,24° з. д. | 20,6        |
| S              | 48°34′ с. ш. 155°16′ з. д. / 48,57° с. ш. 155,26° з. д. | 71,5        |
| U              | 50°05′ с. ш. 155°04′ з. д. / 50,09° с. ш. 155,07° з. д. | 30,0        |
| X              | 53°17′ с. ш. 152°19′ з. д. / 53,29° с. ш. 152,32° з. д. | 26,0        |
| Y              | 52°57′ с. ш. 150°53′ з. д. / 52,95° с. ш. 150,88° з. д. | 48,1        |

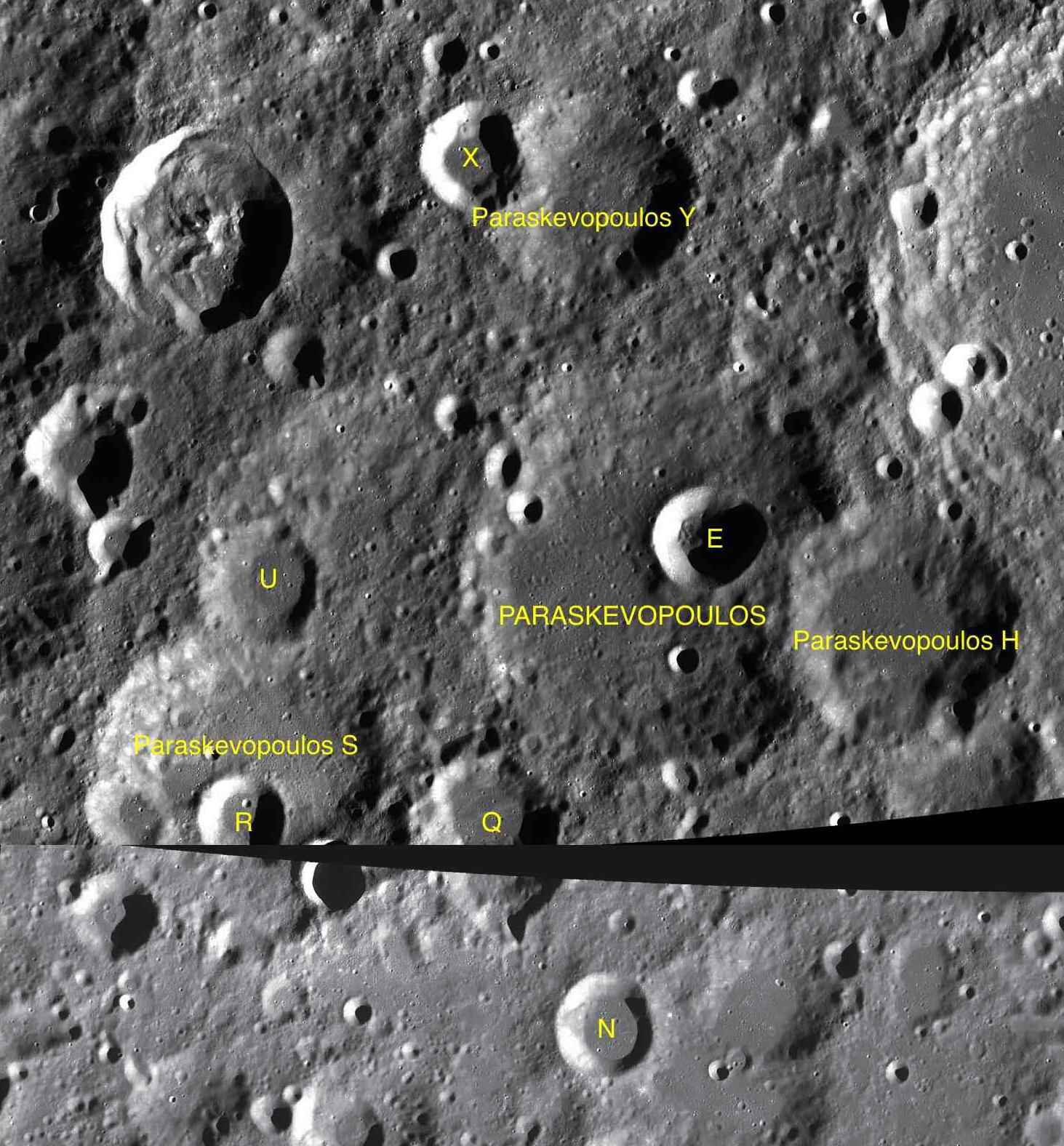
Фрагменты карт LAC-19, LAC-34.

- Образование сателлитного кратера Параскевопулос S относится к донектарскому периоду[1].
- Образование сателлитного кратера Параскевопулос Y относится к нектарскому периоду[1].